# Anne Piquereau
Anne Piquereau (Niort, 15 de junho de 1964) é uma ex-atleta francesa, especialista em corridas de barreiras altas. Foi medalhada de bronze na 1ª edição dos Campeonatos Mundiais em Pista Coberta, realizados em Paris, no ano de 1985. Foi ainda medalhada em diversas edições dos Campeonatos Europeus em Pista Coberta. 
Participou nos Jogos Olímpicos de 1988 e de 1992, atingindo, nesta última, a quinta posição numa das semifinais, não tendo assim sido apurada para a final.

## Recordes pessoais[2]
| Prova           | Tempo   | Data       | Local               |
| --------------- | ------- | ---------- | ------------------- |
| 100 m barreiras | 12,74 s | 19.07.1991 | Paris, França       |
| 50 m barreiras  | 6.83 s  | 17.03.1991 | Haia, Países Baixos |
| 60 m barreiras  | 7.88 s  | 17.02.1990 | Bordéus, França     |